# 皇家禮儀博物館
皇家禮儀博物館又稱蘇丹紀念館、皇家王權博物館，舊稱皇家禮儀大樓與邱吉爾紀念大樓，是汶萊首都斯里巴加湾市中心的博物館，展示與汶萊蘇丹與皇室相關的文物。此博物館於1992年9月30日由汶萊蘇丹哈桑納爾·博爾基亞親自主持開幕。

## 歷史

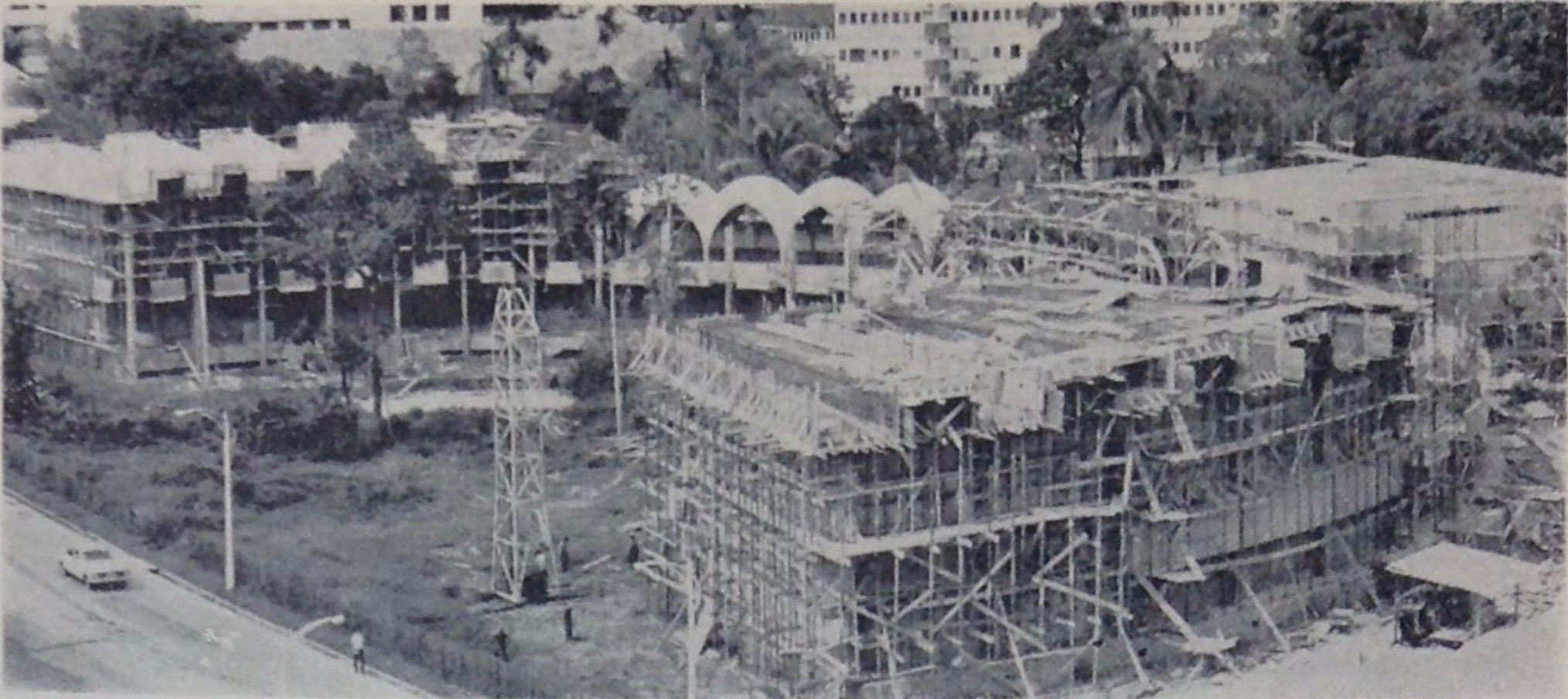
1970年建造中的邱吉爾紀念大樓

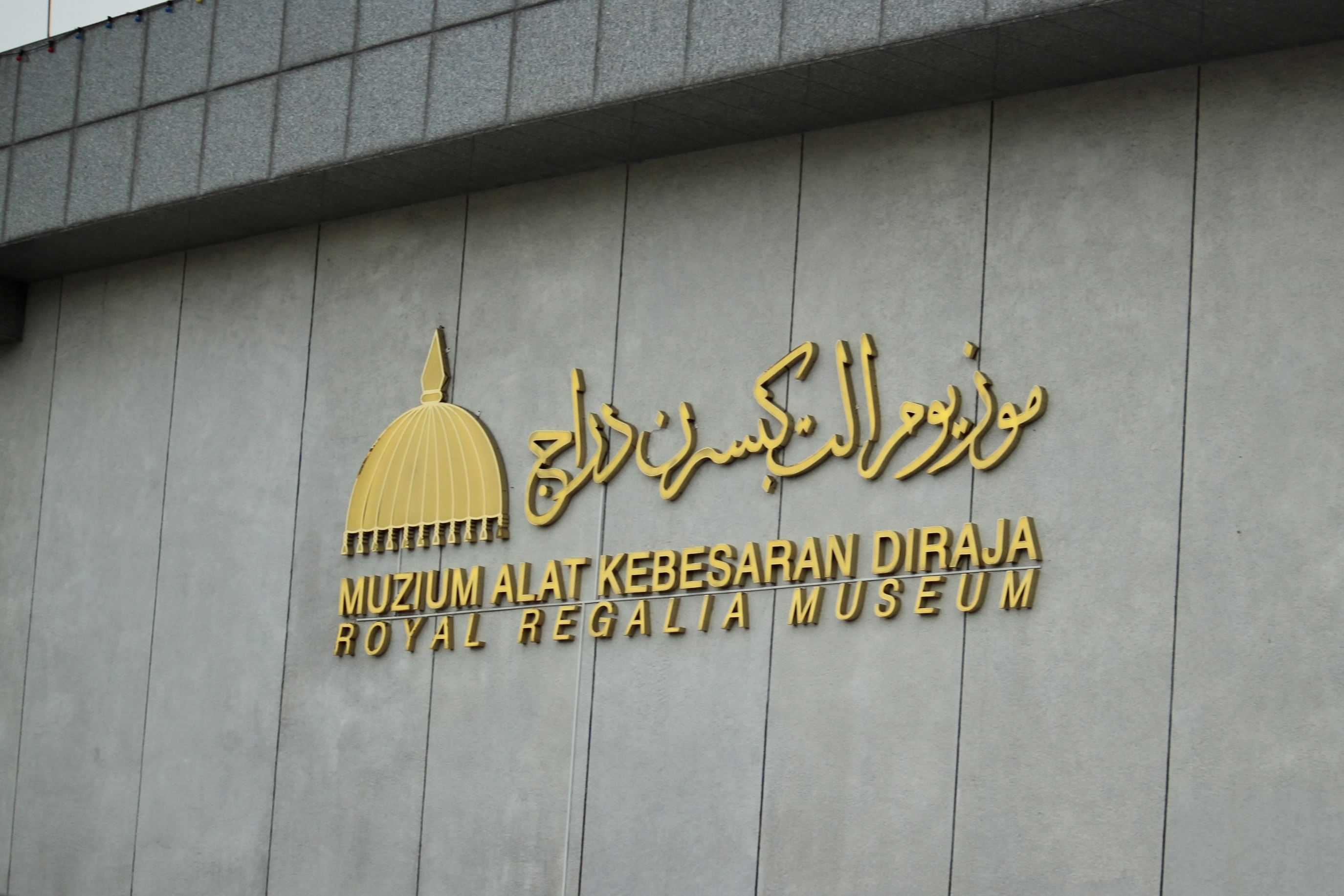
博物館外牆上的標誌

皇家禮儀博物館的大樓始建於1969年，1970時已有約八成完工，耗資約335萬汶萊元。1971年大樓開幕，名稱為「邱吉爾紀念大樓」，當時為世界上唯一一棟專門用於紀念英國前首相溫斯頓·邱吉爾的大樓（但邱吉爾畢生都未踏足汶萊），是因建造此大樓的蘇丹奧瑪阿里賽義夫汀三世仰慕邱吉爾、曾在倫敦與邱吉爾見面之故。大樓中有一座高2.1－2.4公尺、比著V字手勢的邱吉爾銅像，銅像的花崗岩基座刻有邱吉爾的名言「These are not dark days. They are great days.」。除邱吉爾紀念館外，大樓中還有一水族館、汶萊歷史與文化中心、汶萊漁業部的辦公室以及演講廳。
1992年，為紀念汶萊蘇丹哈桑納爾·博爾基亞登基25週年，大樓進行為期七個月的大規模整修，邱吉爾銅像也被移除。2017年12月2日為紀念蘇丹哈桑納爾·博爾基亞登基50週年，大樓改名為皇家禮儀博物館。

## 建築

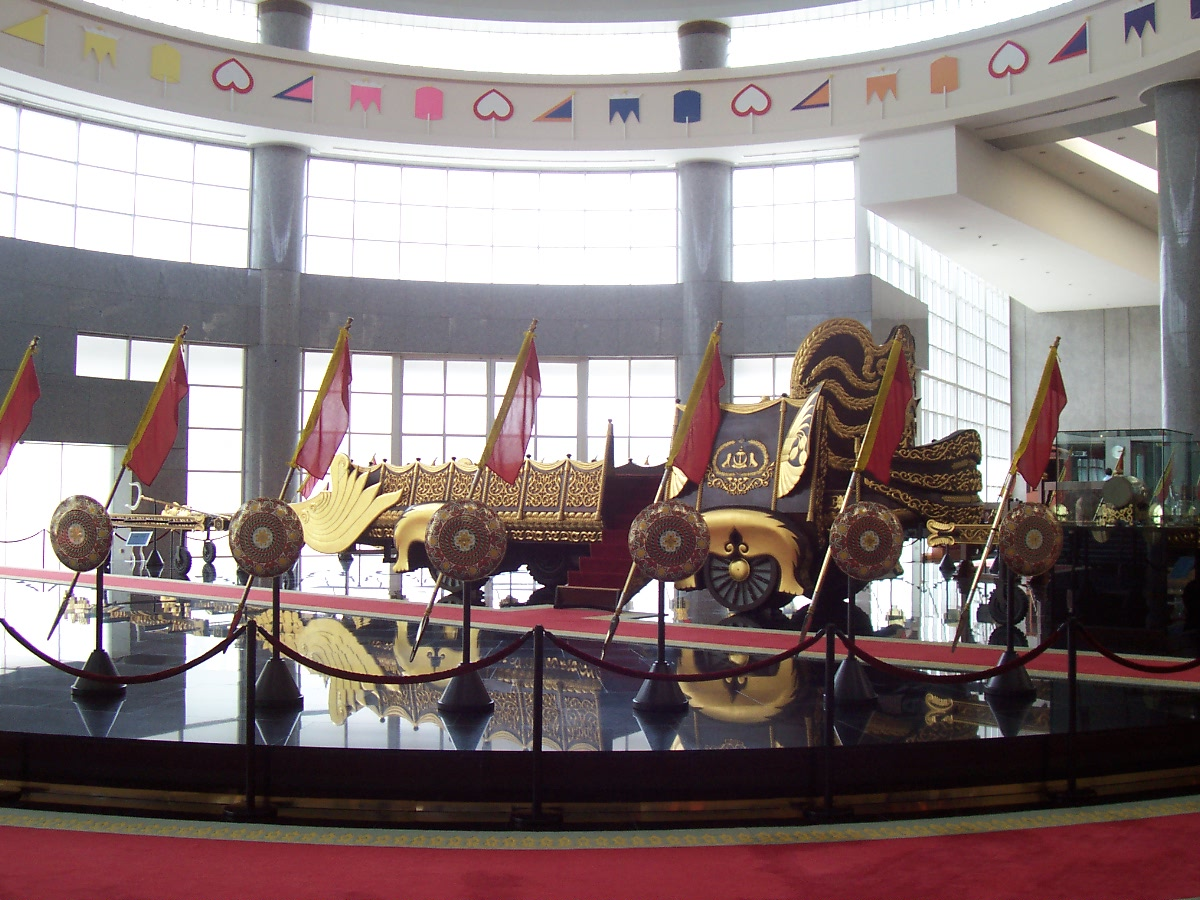
入口大廳展示的馬車

皇家禮儀博物館為一大型圓頂建築，內部格局為半圓形並覆有地毯，內部大量使用大理石裝飾。門口大廳展示1992年蘇丹登基25週年時乘坐的雙輪馬車，前方並展示許多汶萊傳統服飾。另外展示的一架馬車為1968年蘇丹登基與1972年英國女皇伊麗莎白二世訪問汶萊時搭乘的。
博物館內展示許多汶萊皇室的文物，包括皇家典禮中使用的皇冠、武器、服飾與各種用品，還有一「憲法展廳」展示各項條約文件。

## 外部連結
- Royal Regalia Museum in Museums Department website （页面存档备份，存于） （馬來語）